# Cuatro caras para Victoria
Cuatro caras para Victoria es una película de Argentina filmada en colores dirigida por Oscar Barney Finn sobre su propio guion escrito en colaboración con el guion de Ernesto Schoo que se estrenó el 10 de diciembre de 1992 y que tuvo como actrices principales a Carola Reyna, Nacha Guevara, Julia von Grolman y China Zorrilla.
Fue filmada pensada inicialmente para televisión y se exhibió en cines en 16 mm.

## Sinopsis
Aspectos de la vida de Victoria Ocampo en diferentes etapas.

## Reparto
- Carola Reyna	...	Victoria I
- Nacha Guevara	...	Victoria II
- Julia von Grolman	...	Victoria III
- China Zorrilla	...	Victoria IV
- Hugo Soto...	Julián Martínez
- Eduardo Pavlovsky	...	Tagore
- María Teresa Costantini	...	Emily Bronte
- Selva Alemán
- Arturo Maly
- Laura Palmucci
- Ricardo Fasán
- Hilda Bernard
- Sofía Viruboff
- Regina Lamm
- Dora Prince
- Nora Zinski
- Sofía Orzay
- Alejandro Massi

## Nominación
Julia von Grolman fue seleccionada como candidata al Premio Cóndor de Plata a la Mejor Actriz en 1993.

## Comentarios
Claudio D. Minghetti en  Página 12 escribió:

«Su lenguaje es claro y directo….son Victorias creíbles y queribles, aun en sus defectos»

Ricardo García Oliveri  en Clarín dijo:

«Obra con rango de digno telefilme…excelente por su fotografía.»

Manrupe y Portela escriben:

«Acercamiento frio al universo de una mujer de la cultura, con demasiados baches a pesar de la corrección técnica.»